# Бахтеяров-Ростовский, Иван Фёдорович Немой
Князь Иван Фёдорович Бахтеяров-Ростовский по прозванию Немой (ум. 1587) — воевода во времена правления Ивана IV Васильевича Грозного и Фёдора Ивановича.
Из княжеского рода Бахтеяровы-Ростовские. Старший сын родоначальника княжеского рода князя Фёдора Дмитриевича Приимкова-Ростовского по прозванию "Бахтеяр", который постригся в монахи в Троице-Сергиевом монастыре, по нему его потомки приняли фамилию. Имел братьев, воевод и князей: Василия и Михаила Фёдоровичей.

## Биография
В Дворовой тетради 1550-х годов указан, как тысячник, дворовый сын боярский третьей статьи, из Ростовских князей. В 1553 году воевода в Михайлове. В 1561 году пятый воевода в Казани. В сентябре 1565 года второй воевода в Чебоксарах. В 1571 году годовал воеводой в Василь-городе. Помещик Ростовского уезда.
По неизвестной причине попал в опалу, где и умер в 1587 году.

## Критика
В Историческом описании Свято-Троицкой лавры указана дата смерти — 1580 год. Среди надгробий Троице-Сергиева монастыря имелось надгробие с надписью: "Князь Иван Фёдорович Бахтеяров-Ростовский представился 88 (1580) году".
В Новгородских писцовых книгах имеется упоминание отмеченное 24 февраля 1523 года: "по князе Петре Лобанове Ростовском дал вклад князь Иван Немой". Эти сведения едва ли могут относиться к князь И.Ф. Бахтеярову-Немому, так как в 1-й четверти XVI века он ещё не родился или был слишком молод.

## Семья
От брака с неизвестной имел детей:
- Князь Бахтеяров-Ростовский Владимир Иванович (ум. 1617) — голова, воевода, наместник и боярин.
- Князь Бахтеяров-Ростовский Иван Иванович — голова и воевода.
- Князь Бахтеяров-Ростовский Андрей Иванович (ум. 1607) — рында и воевода.